# Temple des tigres
 (juin 2016).
Le Wat Pha Luang Ta Bua, appelé en Occident Temple des Tigres, est un lieu de culte bouddhiste situé en Thaïlande, au nord-ouest de la ville de Kanchanaburi (district de Sai Yok). Il a la particularité de pratiquer l'élevage de différents animaux, parmi lesquels des tigres. Ouvert au tourisme, il a longtemps été accusé par les protecteurs des animaux de maltraitance et de trafic. Le site a été fermé en  mai 2016, à la suite d'un raid de la police thaïlandaise au cours duquel une quarantaine de cadavres de bébés tigres ont été découverts dans des congélateurs

## Histoire officielle  et présentation
L'élevage des animaux commença en 1994. Mais le temple ne commença à recueillir des félins qu'en 1999, lorsqu'un bébé tigre blessé fut recueilli par un moine ; le petit mourut peu après. Les moines du temple racontent que la plupart des tigres gardés au sanctuaire auraient été amenés après que leur mère avait été tuée par des braconniers, ou donnés par des personnes qui en possédaient comme animal de compagnie et qui souhaitaient s'en débarrasser. En 2007 sont nés plus de 21 petits, en 2009 le nombre total de tigres tournait autour de 50 et en 2014 ils étaient plus de cent.
Les sous-espèces détenues sont indéterminées car aucun test ADN n'a été effectué. On pense que la plupart sont des Tigres d'Indochine (Panthera tigris corbetti), sauf un dénommé Mek, qui est un Tigre du Bengale (Panthera tigris tigris). Il est hautement probable et même soutenu par des associations que la plupart sont des hybrides.
Les félins passent beaucoup de temps en cage car le temple ouvre à minuit et ferme à 16 heures chaque jour. Ils sont nourris avec de la viande de poulet, du bœuf préparé et de la nourriture pour chat. La viande est cuite pour chasser le goût du sang, qui pourrait attiser leur instinct de prédateur ou encore véhiculer la grippe aviaire ; mais la cuisson fait disparaître certains nutriments essentiels tels que la taurine, d'où la nourriture pour chat.

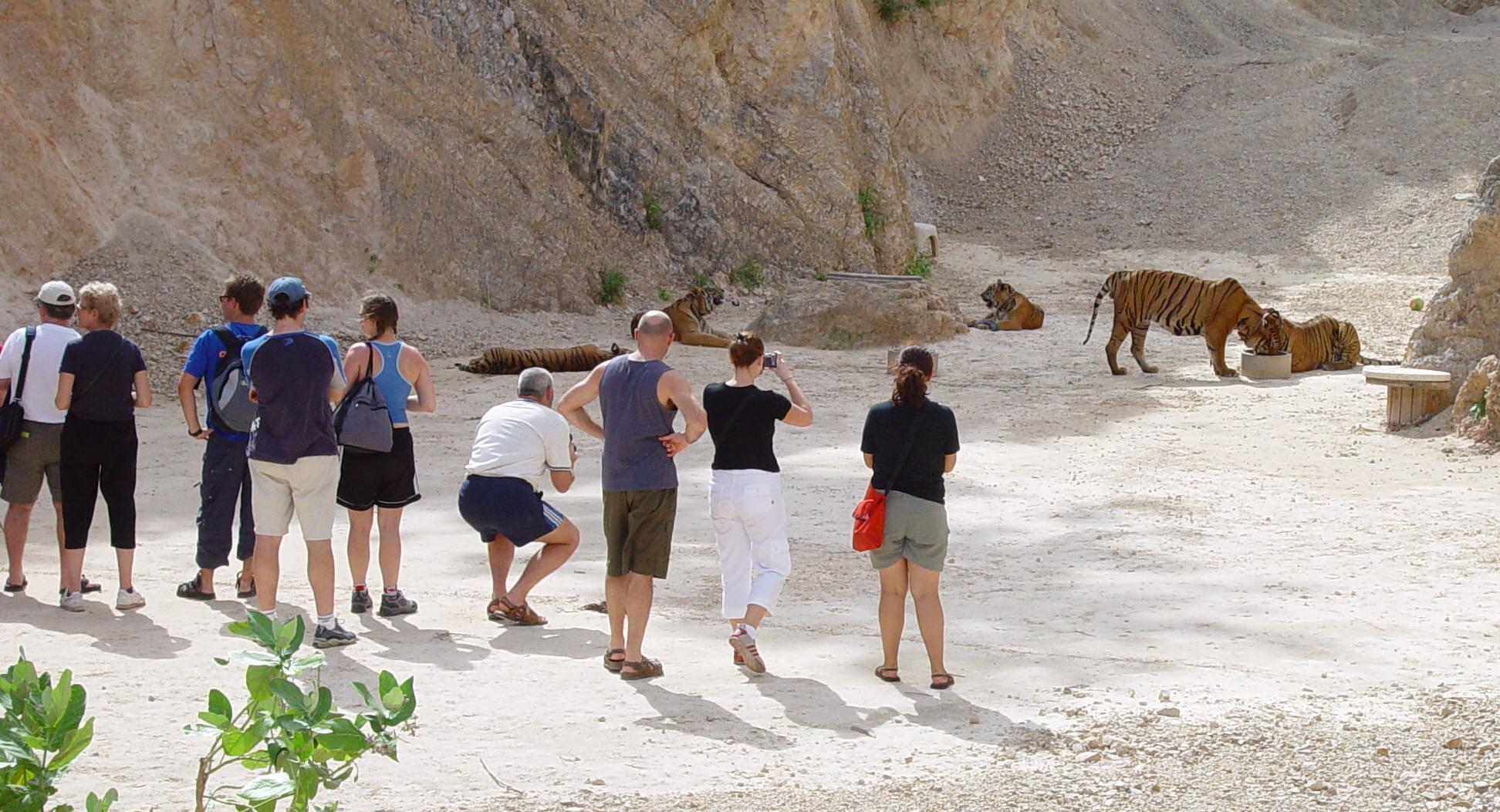
Touristes au temple (2004).

En plus des moines, des volontaires internationaux et du personnel local sont là pour s'occuper des animaux. Ils les lavent et les promènent une fois par jour dans une carrière voisine, les tenant en laisse. Au départ, ils y erraient librement ; mais depuis l'augmentation du nombre de touristes on les enchaîne pour des raisons évidentes de sécurité.
L'entrée du temple est de 600 baht (13,45 €). Le temple accueille de 300 à 600 touristes chaque jour. Il existe des départs pour Wat Pha Luang Ta Bua en partance de Bangkok et de Kanchanaburi. Les visiteurs sont en permanence accompagnés quand ils souhaitent aller caresser les tigres; et, si un des félins s'agite, un moine est prêt à intervenir pour le maîtriser. Sinon, les touristes peuvent se tenir à dix mètres pour les observer. Contre 5 000 baht (111,90 €), les visiteurs peuvent assister les volontaires dans les exercices matinaux imposés aux tigres et pour 1 000 bath donner le biberon à des jeunes tigres.
Selon le personnel du temple, un tigre coûte 100 USD d'entretien par jour. Tout autour du temple des urnes sont mises à disposition de ceux qui veulent faire un don au temple, car l'équipe cherche à réunir des fonds pour en financer un nouveau qui sera baptisé "l'Île aux Tigres". De fait, il permettra aux félins de vivre dans un environnement plus naturel et d'apprendre à chasser en vue d'une éventuelle libération dans la nature.

## Controverse
L'association de protection des animaux Care for the Wild International (CWI) a publié un rapport selon lequel les tigres ne seraient pas des tigres sauvages secourus mais auraient en réalité été achetés au marché noir pour être ensuite élevés et revendus, avec la complicité d'une ferme de tigres au Laos. Le nom de ces tigres est connu : Mek, Payak, Famai, Chomnapa, Phayru, Sangtewan, Saireung et Saifa.
Selon le rapport, sept tigres répertoriés dans les brochures de 2005 à 2007 auraient disparu et cinq nouveaux auraient fait soudain leur apparition. De surcroît, CWI reproche au temple de faire preuve de cruauté envers les animaux et de croiser différentes espèces de tigre, pratique qui nuit aux principes de conservation des animaux. Il soupçonne que le projet de fondation d'un nouveau sanctuaire a été délibérément repoussé car il diminuerait les chances des touristes de prendre des photographies des bêtes, situation qui gêne le tourisme.
Les brochures distribuées au temple précisent que les tigres ne sont pas drogués et que l'état de somnolence dans lequel on peut être amené à les voir n'est ni plus ni moins que de la fatigue - déclaration paradoxale dans la mesure où les volontaires ont déjà été surpris par des touristes alors qu'ils faisaient avaler des pilules aux félins.
Le rapport émis par CWI est étayé par le site indépendant www.tigertempletruths.org, lancé en janvier 2010 pour dénoncer les abus subis par les tigres n'est plus en ligne. Il faut aussi noter la campagne de 2013 de Care for the Wild.

## Fermeture
En mai 2016, la police et les responsables de la faune ont commencé une opération visant à fermer le temple au public et à transférer les tigres dans des lieux sûrs. Au cours de l'opération, les agents ont trouvé 40 carcasses de bébé tigres ainsi que de nombreux organes d'autres animaux, conservés dans des réfrigérateurs. 30 autres carcasses de bébés tigres ont été retrouvées dans des récipients portant des étiquettes en anglais, ce qui semble indiquer qu'elles auraient pu être vendues. Selon un représentant du Département des Parcs Nationaux, les bébés tigres ne sont morts que peu de temps avant l'opération, et alors que le temple n'avait pas rapporté la naissance de tigres depuis des mois. Cela a été interprété comme un signe d'une activité de reproduction illégale. Bien que les tigres aient été pucés, certains n'ont pas pu être retrouvés. Une douzaine de calaos vivants possédés sans permis ont également été confisqués. Le secrétaire de direction du temple a été interpellé alors qu'il quittait le site avec plus de 1000 amulettes contenant des petits morceaux de peau de tigre, deux peaux de tigre et dix crocs de tigre. Lui et 21 autres personnes ont fait l’objet d’une enquête pour présomption de trafic d’espèces sauvages,,.